# Литвинство

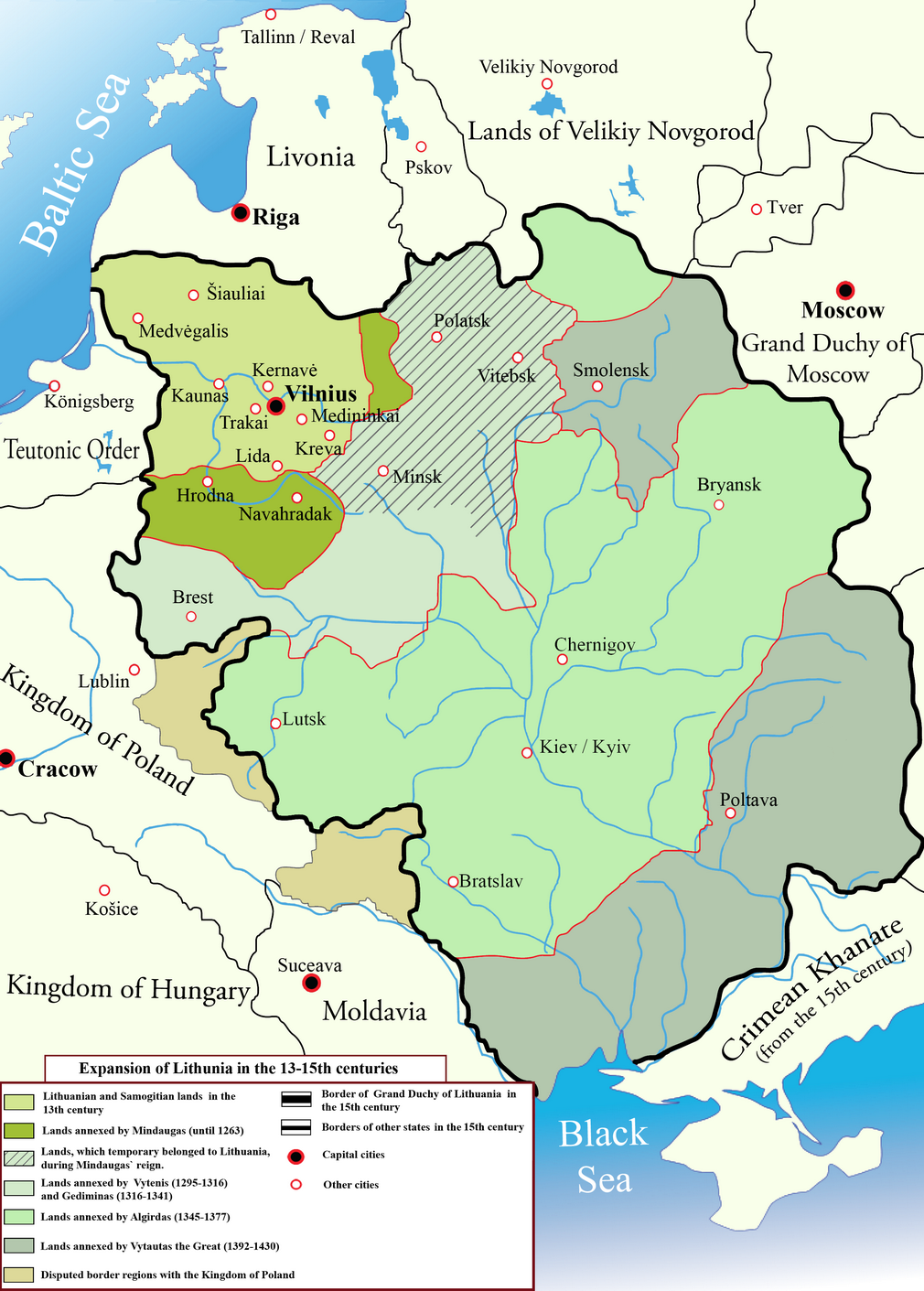
Карта Великого князівства Литовського, головна основа литвинської ідентичності, найбільшого розмаху в XIII-XV ст.

Литви́нство або литвині́зм (біл. Ліцвінства, ліцвінізм, літвінства, літвінізм; licvinstva, licvinizm, litvinstva, litvinizm) — гілка білоруського націоналізму, філософсько-політична течія в Білорусі, яка ґрунтує історію своєї держави на спадщині Великого князівства Литовського та підкреслює балтійську складову білоруського етносу. Відповідно до ідей прихильників литвинізму, Велике князівство Литовське (вони цю державу називають Вялікае Княства Літоўскае, Vialikaje Kniastva Litoŭskaje, а сучасна Литву як Летува, Letuva або Жмудзь, Žmudź) була слов'янською (білоруською) державою, середньовічні литвини були предками сучасних білорусів, а сучасна Литва є наслідком фальсифікації історії. Противники течії литвинства вважають її маргінальною псевдоісторичною теорією.
Деякі литвини повністю відкидають свою білоруську національну ідентичність та приналежність до Республіки Білорусь (чи режиму Лукашенка) на користь реконструйованої балтійської католицької литвинської ("литовської") ідентичности, заснованої на історії та спадщині Великого князівства Литовського. Згідно з національними переписами населення, лише кілька десятків жителів Білорусі називають свою етнічну приналежність як литвин, а не білорус.
У 2020 році Вінцук Вячорка та Сергій Шупа у співавторстві написали статтю про те, чому Литву варто називати «Литва», а не «Летува», і наголосили, що використання «Летува» є неприйнятним. У 2023 році Світлана Ціхановська назвала литвинізм «маргінальними випадками», які прагнуть штучно розділити литовців і білорусів, а також заявила, що білоруси поважають цілісність і спадщину Литви.

## Погляд литовських дослідників

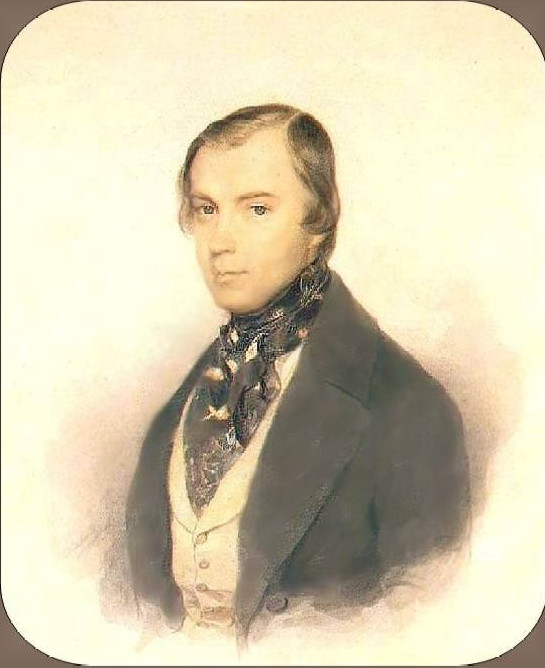
Осип Сеньковський, основоположник литвинства

За словами литовського автора Томаса Баранаускаса, який стверджує, що ввів цей термін, «Литвинізм», «Литвинство» є синтезом двох різних історіографій: царської російської, яка стверджувала, що Велике князівство Литовське було російською державою, і міжвоєнної польської історіографії, яка вважала полонізованих литовців власне східної Литви «литвинами» (тобто «справжніми литовцями»), на відміну від «літувісів» Литовської Республіки.
На думку литовських дослідників, литвінство розпочалося після поділів Речі Посполитої через потреби Російської імперії змінити стару великокнязівську литовську ідентичність на нову, що краще відповідала б інтересам імперії. Професор Осип Сеньковський із Санкт-Петербурзького університету, родом із Вільнюської області, співпрацював з царською адміністрацією і розробив теорію про те, що литовська держава походить від слов’ян, і що вона нібито була створена русинами, які переселилися на захід завдяки монгольським нападам. Крім того, його сучасник, псевдоісторик І. Кулаковскіс, пропагував тези про те, що Литва була слов’янською до створення Великого князівства Литовського.
Після Першої світової війни плани Юзефа Пілсудського щодо відновлення Польщі-Литви були розбиті прагненням Литви до незалежної держави, що виявилося в національній державі Литовської Республіки. З метою пропаганди, теорії про те, що жителі Литовської Республіки є lietuvisai, які не були пов’язані з «правими» та «історичними» литовцями, литвинами. Польський історик Фелікс Кароль Конечні використав терміни letuwskije, Letuwa та letuwini для опису «підробних литовців» у своїй книзі Polska między Wschodem i Zachodem («Польща між Сходом і Заходом») та інших роботах. Він також писав про те, як Вільнюс має належати литвинам і таким чином бути польським містом, а не lietuvisai.

Карта власне Литви за Єрмаловичем

Розпад Радянського Союзу призвів до того, що ці ідеї перейняли деякі білоруські націоналісти, які шукали національну ідентичність. Білоруський історик-самоучка Микола Єрмалович стверджував, що Литва почалася на території між Новогрудком і Мінськом, тобто на сучасних білоруських землях, які нібито займали частини сучасної Литви. М. Єрмалович вважає Жемайтію єдиною балтійською територією країни, а Аукштайтію — штучно видуманим етнографічним регіоном, що займає частину білоруських земель. Теорії литвинства були розроблені ще раніше Павласом Урбанасом у білоруській діаспорі, який представив свої теорії у своїх працях «Про національну природу Великого князівства Литовського та історичний термін Литви» (1964), «В Світло історичних фактів» (1972), «Етнічні речі давніх литвинів» (1994) та «Давні литвини. Мова, походження, етнічність». До кінця ХХ століття поширювачів ідей литвинства стало більше: Вітовт Чаропко популяризував концепцію Великого князівства Литовського як білоруської держави з білоруськими лідерами, а Олександр Кравцевич намагався довести що старою столицею Литовської держави і містом, де був коронований король Міндовг, був Новогрудок.
Останніми роками в Білорусі зростає кількість послідовників литвинства, відбувається поділ на ще менші, часто маргінальні історико-ідеологічні напрями.
Здебільшого сповідується литвинство у книгах, виданих у Білорусі та в Інтернеті, а також англійською мовою, які орієнтовані на іноземну аудиторію, намагаючись поширити «відкриття» М. Єрмаловича та «справжню» історію Великого князівства Литовського. Однак, за словами експертів, литвинство не є поширеним, оскільки є маргінальним і іноді асоціюється з проросійськими ідеями. У білоруському академічному середовищі домінують різноманітні ідеї, наприклад, античні історики, які керуються радянськими вказівками та методологією, хоча, безперечно, є ряд вчених-литвинів.

## Ідентичність
Спонуканням деяких білоруських культурних активістів до прийняття литвинської ідентичності є відмова від радянської ідеології, нав'язаного радянським панславізмом і водночас білоруської національної ідентичності, яку литвинські активісти стверджують, що пов'язана з Радянством. Литвини підкреслюють свою близькість до литовців (жмудів), українців (русинів) і поляків, розглядаючи Велике князівство Литовське як спільну спадщину народів, які живуть на його колишній території. Раніше ідея була виключною для деяких інтелектуалів, після розпаду Радянського Союзу в 1990-х роках «литвинство» набуло популярности серед деяких білоруських громадян.
Литвини розглядають Велике князівство Литовське як спільну балтійську та східнослов'янську державу. Литвини заявляють про цю подвійність через значний вплив Росії на державу.

### Походження
На думку деяких білорусів і литовських націоналістів, білоруси є слов’янізованими балтами. Кіркевич стверджує, що балти колись населяли Брянськ і Смоленськ, простягаючись аж до Орла та Москви.

### Мова
Білоруський історик Ян Лялевич, який ідентифікує себе як литвин, посилався на середньовічні московські джерела, які називали «давньобілоруську» мову «литовською». Він також описує середньовічних литвинів як «протонацію, яка існувала приблизно з XIV століття до кінця XIX століття, коли її залишки, представлені переважно католицькою шляхтою та інтелігенцією, зникли». 
Повідомляється, що деякі литвинські активісти навчають своїх дітей зміненим формам білоруської мови, які вважаються більш традиційними та деросифікованими, або просять, щоб у їхніх паспортах було вказано їхню литвинську національність. Це також може поширюватися на білоруську державу, одним із прикладів цього є білоруський історик Ян Лялевич, який заявив у 2017 році: «Особисто я все ще переконаний, що ще не пізно повернути нашій державі її справжню назву: Литва» (Літва білоруською).

## Оцінка

### У Білорусі
Литвинство не має належного впливу на білоруську політику, його прихильники більше зосереджуються на таких сферах, як освіта.  Їй протистоїть проросійська офіційна ідеологія режиму Лукашенка та проєвропейська білоруська опозиція. 
За словами інформаційного секретаря Ради Білоруської Демократичної Республіки статтю про литвинство в англійській Вікіпедії написали «литовські маргінали». 

### У Литві
Численні литовські автори вважають «литвинство» потенційно небезпечним або шкідливим для Литовської Республіки.

### У Україні
У 2023 році Айдер Муждабаєв розкритикував Зянона Пазняка, литвиністів, їхні претензії на історію Литви та столицю Вільнюс і дійшов висновку, що таких литвинів потрібно депортувати з Литви з вовчими квитками, а литовців назвав «нашими друзями».

### У Росії
Томас Баранаускас стверджує, що литвинство також має деяких прихильників у Росії , хоча ця течія значно менш популярна, ніж у Білорусі. Деякі московські литвиністи називають Велике князівство Литовське російською державою.
Лев Криштапович стверджує, що:
Фактично, під маскою білоруського націоналізму, або так званого литвинства, польська шляхетська кліка виступає за перетворення Білорусі на східні кордони Польщі.

### За міжнародними джерелами
Литвинство не підтверджується такими відомими інформаційними джерелами, як Encyclopædia Britannica, де стверджується, що Велике князівство Литовське було створено виключно литовцями, що Литва в минулому управляла територіями сучасної Білорусі і, що білоруси мали жодних державних і національних символів до 1918 року. Відомі історики, такі як Арнольд Дж. Тойнбі, також підтримують підхід, згідно з яким литовці завойовували руські території.[джерело?]

### Цитати
1. 1 2 3 4 5 6 7 8 9 10 11 12 13 14 15  Sutkus, 2020a.
2. 1 2 3  Venckūnas, V. (29 вересня 2012). Tomas Baranauskas: Litvinistams svarbiausia turėti gražią istoriją, kuri galėtų sutelkti tautą. Bernardinai.lt (лит.). Архів оригіналу за 13 січня 2022. Процитовано 13 січня 2022.
3. ↑  Bakaitė, Jurga (27 грудня 2011). LRT FAKTAI. Ar lietuviams reikia bijoti baltarusių nacionalinio atgimimo? (лит.). Lithuanian National Radio and Television. Архів оригіналу за 13 січня 2022. Процитовано 13 січня 2022.
4. ↑  Baranauskas, Tomas; Ramanauskas, Algis (16 липня 2015). "Greiti Pietūs": Algis Ramanauskas ir Tomas Baranauskas. YouTube (лит.). Žinių radijas. Архів оригіналу за 23 серпня 2021. Процитовано 23 серпня 2021.
5. ↑  Baranauskas, Tomas; Baranauskienė, Inga; Ramanauskas, Algis (11 жовтня 2019). B&R Pristato: Istorikai Inga ir Tomas Baranauskai. LICVINIZMAS 20191010. YouTube. Bačiulis ir Ramanauskas. Архів оригіналу за 23 серпня 2021. Процитовано 23 серпня 2021.
6. ↑  Pancerovas, Dovydas. Ar perrašinėjamos istorijos pasakų įkvėpta Baltarusija gali kėsintis į Rytų Lietuvą?. 15min.lt (лит.). Архів оригіналу за 14 липня 2019. Процитовано 1 жовтня 2014.
7. 1 2 3 4 5 6  Litwinizm – nowe zjawisko na Białorusi [Litvinism - a new phenomenon in Belarus]. Kresy.pl (пол.). 24 липня 2008. Архів оригіналу за 13 січня 2022. Процитовано 13 січня 2022.
8. 1 2  Kirkevich, Ales (29 січня 2017). "Яшчэ не позна вярнуць краіне сапраўднае імя — Літва" ["It is not too late for returning to our state its real name: Lithuania"]. Novy Chas (біл.). Архів оригіналу за 11 липня 2021. Процитовано 13 січня 2022.
9. ↑  Вячорка, Вінцук; Шупа, Сяргей (20 лютого 2020). Чаму Літва, а не «Летува». Радіо Свабода (біл.). Процитовано 30 жовтня 2023.
10. ↑  Cichanouskaja apie litvinizmo apraiškas: tai kuriama dirbtinai, norint sukiršinti lietuvius ir baltarusius. LRT.lt (лит.). 23 серпня 2023. Процитовано 30 жовтня 2023.
11. ↑  Litvinizmo baimė: ar Lietuva labiau pripratusi prie Lukašenkos, o ne demokratinės Baltarusijos?. LRT.lt (лит.). 12 вересня 2023. Процитовано 30 жовтня 2023.
12. ↑  Dziermant, Alexey (17 жовтня 2010). Gudai – tai slaviškai kalbantys baltai (I). Alkas.lt (Lithuanian) . Архів оригіналу за 22 грудня 2021. Процитовано 13 січня 2022.
13. ↑  ЛИТВИНИСТОВ — ВОН ИЗ ЛИТВЫ. Отрицание Литвы = депортация". YouTube.com. 2023.